# 前田耕一
前田 耕一（まえだ こういち、1930年2月22日 - 2013年3月7日）は、日本の経営者。時事通信社社長を務めた。東京都出身。

## 来歴・人物
1953年に成蹊大学政治経済学部経済学科を卒業し、同年に時事通信社に入社した。経済記者、解説委員などを経て、1982年7月に取締役に就任し、1988年6月に専務を経て、1990年6月に社長に就任。1996年6月に相談役に就任し、2000年6月には顧問に就任。1985年7月から1997年6月までに電通取締役を務めた。
1993年6月にフランスのレジオン・ドヌール勲章を受章。
2013年3月7日膵臓癌のために死去。83歳没。